# كريف النجد (السياني)

تعديل مصدري - تعديل

كريف النجد محلة تابعة لقرية دار الجبل، التابعة لعزلة الدامغ بمديرية السياني إحدى مديريات محافظة إب في الجمهورية اليمنية.، بلغ تعداد سكانها 34 حسب تعداد اليمن لعام 2004.